# Sameting (Finnland)

Flagge der Samen

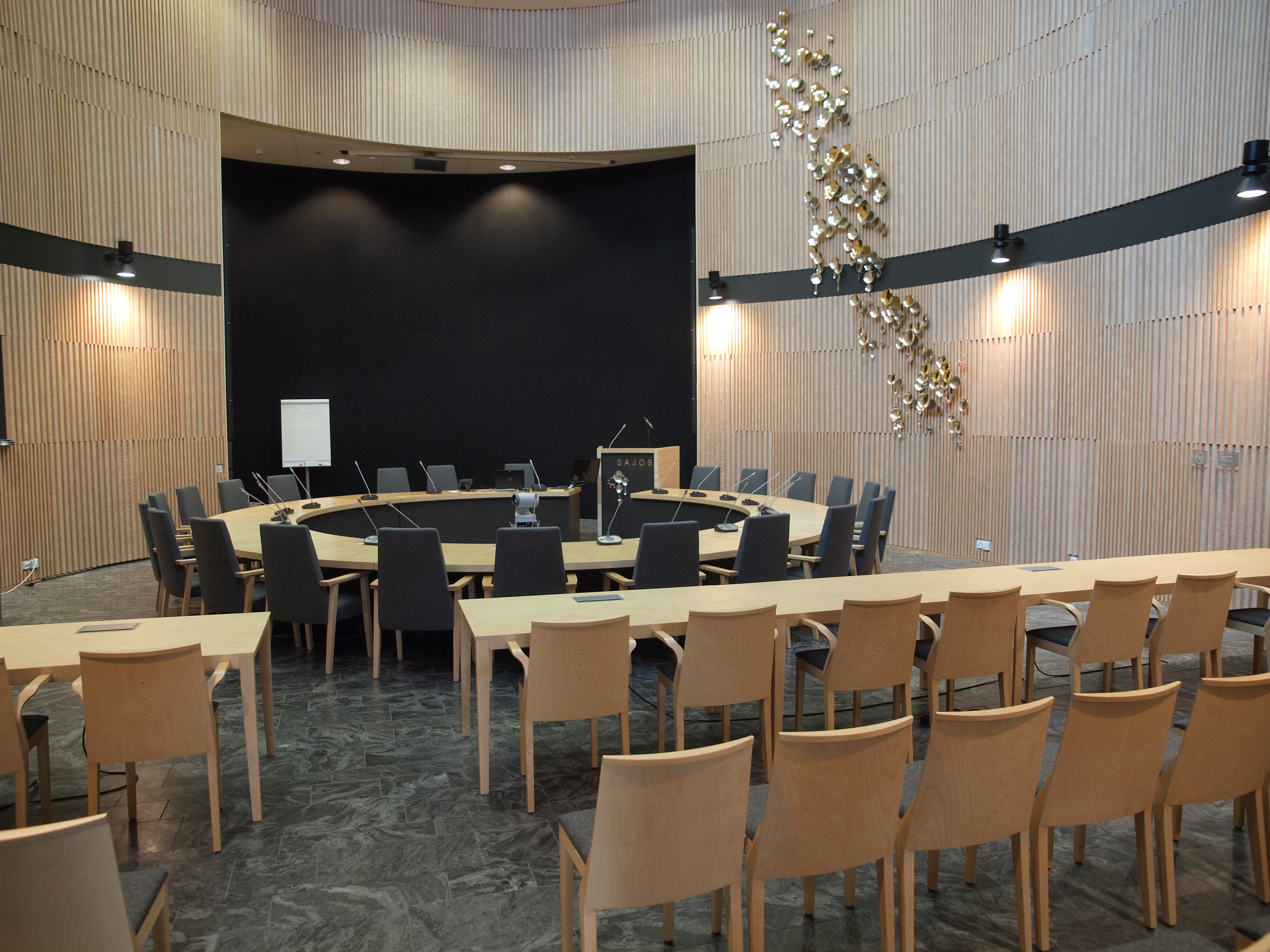
Sitzungssaal im 2012 eröffneten Sajos-Kulturzentrum

Das Sameting in Finnland (finnisch Saamelaiskäräjät, nordsamisch Sámediggi, inarisamisch Sämitigge, skoltsamisch Sääʹmteʹǧǧ) ist das Parlament der Samen in Finnland. Sitz des Parlaments ist die lappländische Gemeinde Inari in der Verwaltungsgemeinschaft Nordlappland. Auch in Norwegen und Schweden gibt es jeweils ein Sameting.

## Geschichte
Finnland richtete am 9. November 1973 als erstes Land eine samische Vertretung ein. Ursprünglich hieß diese „Sami-Parlament“ (nordsamisch Sámi parlameanta) bzw. „Sami-Delegation“ (finnisch Saamelaisvaltuuskunta). Am 17. Juli 1995 wurde das Gesetz über das Sameting verabschiedet, und am 2. März 1996 wurde das „Sami-Parlament“ offiziell zum „Sameting“.

## Zuständigkeit
Das Sameting untersteht dem finnischen Justizministerium. Dem Gesetz zufolge ist es seine Aufgabe, für die Sprache und Kultur der Samen und ihre Stellung als indigenes Volk einzutreten. In diesen Belangen kann das Sameting den Behörden Initiativen und Vorschläge unterbreiten und Stellungnahmen veröffentlichen. Weiterhin repräsentiert es die Samen bei nationalen und internationalen Kontakten und entscheidet über die Verteilung von staatlichen Zuwendungen an die Samen. Die staatlichen Behörden sind verpflichtet, Entscheidungen, welche die Stellung der Samen direkt betreffen (z. B. samischsprachigen Schulunterricht, Landnutzung im samischen Heimatgebiet), mit dem Sameting zu verhandeln.

## Organisation
Die 21 Mitglieder des Sametings werden alle vier Jahre von den finnischen Samen gewählt. Wahlberechtigt ist jeder volljährige Same mit finnischer Staatsbürgerschaft oder Wohnsitz in Finnland. Als Same gilt dabei, wer sich selbst als Same identifiziert und mindestens ein Eltern- oder Großelternteil hat, das Samisch als Muttersprache spricht. Jede Gemeinde des samischen Heimatgebiets muss durch mindestens drei Abgeordnete vertreten sein. Das Sameting tritt vier- bis fünfmal pro Jahr zur Plenarversammlung zusammen. Es wählt die Regierung, die von einem hauptamtlichen Vorsitzenden geleitet wird und der fünf Ausschüsse zu Kultur-, Sprach-, Bildungs-, Sozial- und Rechtsfragen unterstehen.